# کیکی سوگینو
کیکی سوگینو (انگلیسی: Kiki Sugino؛ زادهٔ ۱۲ مارس ۱۹۸۴) بازیگر، نویسنده، تهیه‌کننده و کارگردان اهل ژاپن است.
از فیلم‌ها یا برنامه‌های تلویزیونی که وی در آن نقش داشته‌است می‌توان به زن برفی و مهمان‌نوازی اشاره کرد. او در سال ۲۰۱۴ فیلم یوکودو را کارگردانی کرد که بعداً جوایزی را در جشنواره فیلم شب‌های سیاه تالین و جشنواره فیلم آسیایی هنگ کنگ به دست آورد.